# Remy Leeuwin
Remy S. Leeuwin (Paramaribo, 1938) is een medicus en schrijver van Surinaamse afkomst, werkzaam in Nederland.
Remy Leeuwin ging na de middelbareschoolopleiding te Paramaribo naar Nederland voor de studie farmacologie. Hij was als farmacoloog verbonden aan het Academisch Medisch Centrum te Amsterdam, waar hij hoofd was van het Farmacologisch Laboratorium. Vanaf 1987 schreef hij columns voor het toenmalige blad van de Medische Faculteit, Verband, die werden gebundeld in Ik doe maar alsof...: verhalen uit Suriname, Nederland en van elders (1998), anekdotische verhalen vol zelfspot. Een verhaal van hem werd ook geplaatst in de bloemlezing Mama Sranan; 200 jaar Surinaamse verhaalkunst (1999).
Hij schreef ook onder het pseudoniem Stanley Lamur.
- International Standard Name Identifier: 0000 0003 9822 9681
- Nederlandse Thesaurus van Auteursnamen: 141963077
- Virtual International Authority File: 306204495
- WorldCat: E39PBJdrPcJQ7hc4WPtfPhfg8C